# Elio Fontana
Elio Marcheno Fontana (Marcheno, 30 marzo 1941 – Brescia, 5 settembre 2024) è stato un politico italiano.

## Biografia
Iscritto al gruppo parlamentare Democrazia Cristiana, fu eletto alla Camera dei Deputati il 15 giugno 1979 e proclamato il 15 novembre 1979. Successivamente venne eletto al Senato per tre legislature.
Fu anche sottosegretario di Stato al Ministero del lavoro e della previdenza sociale nel primo governo presieduto da Ciriaco De Mita.

## Incarichi parlamentari
- Segretario della 4ª Commissione Giustizia
- Componente della 2ª Commissione Affari Interni
- Componente della 4ª Commissione Giustizia
- Componente della Commissione parlamentare d'inchiesta sulla loggia massonica P2.